# مؤسسة كارل دويسبرج
مؤسسة كَارل دُوِيسْبِرْج (بالألمانية: Carl Duisberg Gesellschaft e.V) وتعرف باسمها المختصر سِي دِي جِي (CDG)، هي منظمة غير ربحية محدودة المسؤولية، تهدف لدعم التعليم المهني الدولي والتنمية البشرية ومقرها في بون. تعمل المؤسسة بالتعاون الوثيق مع برنامج التعاون التنموي التابع لوزارة التعاون الاقتصادي والتنمية الاتحادية (بِي إم تِسِت BMZ) والمؤسسة الألمانية للتعاون الدولي (جي آي تست GIZ).
انتقلت أنشطة المؤسسة إلى مؤسسة أخرى شقيقة هي مؤسسة مراكز كارل دويسبِرج، شركة محدودة، (بالألمانية: Carl-Duisberg-Centren)، واسمها المتداول سِي دِي سِي (CDC)، والتي تقدم برامج التبادل الطلابي والرحلات العلمية لتعلم اللغات للشباب ودورات اللغة الألمانية للطلبة الأجانب والتدريب على اللغات الأجنبية، وكذلك تعليم المهارات الفكرية لموظفي الشركات والمؤسسات ذات الطابع الدولي.

## خلفية تاريخية
أُنشِأت مؤسسة سي دي جي في العام 1949 بالتعاون بين الحكومة الاتحادية وحكومات الولايات، وكان الهدف الأساسي بداية هو تأهيل علماء شباب مهنياً وشخصياً في مجالات الأعمال والتعاون الدولية. تركزت البرامج على الشباب الألمان ذوي الوظائف والأعمال في الخارج وكذلك على الشباب الأجانب ذوي الأعمال والوظائف في ألمانيا. بعد سنوات قليلة من إنشاء المؤسسة توسعت أنشطتها لتشمل بشكل عام الأفراد ذوي الكفاءات القيادية والمتخصصة. وفي هذا الإطار تطورت إحدى المجالات المحورية لأنشطة المؤسسة القائمة اليوم وهي دعم القدرات البشرية من البلدان النامية والناشئة.
تعود تسمية المؤسسة بهذا الإسم إلى رجل الأعمال الكيميائي القومي الألماني كارل دويسبرج والذي شارك في العشرينات من القرن الماضي بمساهمات جوهرية حول التأهيل الدولي وهو المجال الذي كان آنذاك لا يزال يفتقر للدعم الكافي. في تلك الفترة أسس مجموعة من الطلبة من ذوي الخبرة والمتدربين الألمان في الولايات المتحدة الأمريكية، وأغلبهم من الكيميائيين والمهندسين، منظمة أسموها مؤسسة كارل دويسبرج، وهي المؤسسة موضوع هذه المقالة، والتي تم توسيع أنشطتها ومهامها بعد انتهاء الحرب العالمية الأولى. دويسبرج نفسه كباحث ورجل أعمال كان مسؤول ومشارك في تطوير واختبار وسائل الحرب الكيمائية لاستخدامها في الحرب العالمية الأولى في إطار ما عُرف بـ«لجنة-نِرْنْسْتْ-دُويسْبِرج».
في العام 2002 تم دمج مؤسسة سي دي جي مع المؤسسة الألمانية للتنمية الدولية (واختصارها: دي إس إي DSE) واصبحتا مؤسسة واحدة هي مؤسسة بناء القدرات والتنمية الدولية (واختصارها: إنفنت InWEnt)، شركة محدودة المسؤولية. الكثير من مهام ووظائف مؤسسة سي دي جي انتقلت بعد الدمج إلى إنفنت، ومنها أيضاً البرامج العابرة للأطلسي والتي يشارك فيها سنوياً ما يقارب 1.000 من الخريجين والموظفين الشباب، ألمان وأمريكيين. حتى ذلك الوقت شارك في برامج سي دي جي ما يقارب 300.000 شخص، وكانت ميزانية المؤسسة قبل الدمج تبلغ حوالي 100 مليون يورو والتي كان يتم جمعها من حوالي 750 جهة ممولة.
واليوم، لاتزال سي دي جي تعمل كمؤسسة ولكن بميزانية ووظائف محدودة جداً.

## أعمال المؤسسة الحالية
تدعم المؤسسة مسألة تعزيز الطابع الدولي للاقتصاد، وتعتبر نفسها شريك استراتيجي لقطاع الأعمال الألماني والدولي، ومن خلال مبادرة جماعية من القطاع الصناعي والحكومة الألمانية الاتحادية وحكومات الولايات تريد المؤسسة تعزيز مسألة التعليم والتعاون العالمي مع البلدان الصناعية والنامية. وتتركز محاور عمل المؤسسة اليوم حول:
- التدريب والتأهيل الدولي من أجل التنمية المستدامة Education for Sustainable Development (ESD)
- توفير الخبرات الدولية للمتخصصين والمدراء التنفيذيين والأنشطة المحلية المرتبطة بالتنمية.
- المشاركة في المجلس الاستشاري الاقتصادي ومجلس أمناء المؤسسة الألمانية للتعاون الدولي جِي أي تِست GIZ

منذ العام 2013، تمنح مؤسسة سي دي جي جائزة رواد الأعمال.